# Minimalutopien
Minimalutopien ist ein Hörspiel von Thomas Raab, das 2009 vom Bayerischen Rundfunk produziert und am 5. Juli desselben Jahres erstmals gesendet wurde. Die knapp 40-minütige Produktion unter Regie von Katja Langenbach beschäftigt sich mit den Wünschen von Verbrauchern und deren Bedienung durch die Werbung.

## Mitwirkende
- Regie: Katja Langenbach
- Regieassistenz: Imke Hansen
- Ton und Technik: Winfried Messmer, Regine Elbers
- Redaktion: Katharina Agathos

## Rollen und Sprecher
- Werber – Oliver Losehand
- Normalverbraucher – Bernd Moss
- Radiosprecherin – Gudrun Skupin
- Sociologia – Christine Diensberg
- Philosophia – Helga Fellerer
- Kinder – Alice Hein, Theresa Jarczyk, David Herber

## Inhalt und Struktur
In einem Prolog wird im Wechsel von Radiosprecherin, Normalverbraucher, Werber und Sociologia zunächst eine Definition des Begriffs „Utopie“ geliefert: „Utopie ist eine Bezeichnung für die zumeist literarischen, aber auch soziologischen oder philosophischen Entwürfe einer vornehmlich idealen Gemeinschaft in einem fiktiven, räumlich und zeitlich der tatsächlichen Welt entrückten Nirgendwo [der Blauen Lagune]“.
Es folgt die Erläuterung des Trends zum Häuserkauf. Nun nimmt die Radiosprecherin Bezug auf Thomas Mores Utopia, in der er die Wohnsituation in Utopias Hauptstadt beschreibt. Es schließen die erste Statistik des Werbers und die Definition der Minimalutopien an. Anschließend werden Titel und Autor des Hörspiels genannt.
Im Hauptteil des Stücks werden durch die abwechselnd auftretenden Charaktere der Aufbau dieser Minimalutopien, Hindernisse in der Verwirklichung dieser sowie Wünsche und Ängste festgestellt, diskutiert und meist durch die Radiosprecherin zusammengefasst. Dabei zieht der Werber eine Statistik nach der anderen aus dem Ärmel, Sociologia und Philosophia streiten sich um die Vorherrschaft über den Habitus der Menschen. Die Normalverbraucher erläutern ihre Pläne, die von der Suche einer Wohnung in der Nähe einer Schule für die Tochter bis hin zum Bau des Sommerbungalows reichen, und was ihnen bei deren Verwirklichung im Wege steht: Während die einen Angst um den Verlust ihres Arbeitsplatzes auf Grund der Wirtschaftskrise haben, fliehen die anderen vor der steigenden Anzahl von Ausländern in ihrem Bezirk. Ihre Minimalutopien zeigen Risse: Wie entwickelt sich die Wirtschaft in Zukunft? Kann ich mir die Finanzierung eines neuen Eigenheims leisten? Was tut die Politik für uns? Für alle gilt: „[Sie] schauen [sich] neue Häuser in [ihrer] Freizeit an.“
Unterbrochen sind die Erläuterungen der Protagonisten immer wieder durch den Kinderchor, der stets ein passendes Sprichwort oder Kinderlied auf den Lippen hat. Diese laufen oft mehrmals hintereinander durch und überschneiden sich so mit den Worten des nächsten Sprechers. Auf Ebene der Klangverarbeitung lassen sich einige wiederholt eingesetzte „Geräuschuntermalungen“ feststellen: Schlüsselgeklapper, Türöffnen, Türschließen, Flaschenentkorken, Anstoßen mit Gläsern, eine Türklingel (die besonders im Wortgefecht von Sociologia und Philosophia zum Einsatz kommen), Türsummer, das sanfte Geplätscher von Wasser etc., die das Bauen und Einweihen der bzw. Einziehen in die neuen Behausungen symbolisieren.
Auch Wiederholungen inhaltlicher Art sind vorhanden: Etwa das „Willkommen in der Blauen Lagune“ des Werbers oder die Feststellung „Wir messen dem Denken zu viel Bedeutung bei“ sowie „Das Aussehen eines Hauses symbolisiert die Lebenskonstruktion seines Bewohners“.
Dem „individualisierten Normalverbraucher“ wird Individualität nur vorgespielt. Denn am Ende erfährt der Hörer, alle Charaktere des Hörspiels wohnen in einem Haus der Blauen Lagune, einer idyllischen Musterhaussiedlung mit Bauten, die sich ganz nach den Bedürfnissen der zehn Normalverbraucherkategorien richten, die dem Werber das angestrebte Zielgruppenmarketing ermöglichen. Minimalutopien sind Voraussetzung für die Berechenbarkeit der Normalverbraucher. „Glück ist planbar.“